# Legong (Film)
Legong (Untertitel: Dance of the Virgins) ist ein US-amerikanischer Spielfilm von Henry de La Falaise aus dem Jahr 1935. Dieser Stummfilm wurde 1933 auf Bali in Zweifarben-Technicolor mit einheimischen Amateurdarstellern gedreht. Er steht in der Tradition ethnologischer Spielfilme wie Murnaus Tabu und den Filmen Robert Flahertys.

## Handlung
Am Tag des Tempelfestes in Tampaksiring tragen Frauen Opfergaben für ihre Götter herbei, unter ihnen auch die keusche Jungfrau und Tempeltänzerin Poutou. Das örtliche Gamelan-Orchester begleitet die religiösen Riten. Poutou entdeckt bei den Spielern Nyong, einen Jungen aus Nordbali, der neu im Orchester ist.
Poutou lebt im Dorf zusammen mit ihrem Vater Gousti Bagus, der Kampfhähne züchtet, und ihrer jüngeren Halbschwester Saplak. Der Vater bemerkt bei Poutous Rückkehr vom Tempel sofort, dass sie sich verliebt hat, und befürwortet ihre baldige Heirat. Während Poutou auf den Markt geht, um sich mit Nyong zu treffen, nimmt Bagus am Hahnenkampf teil.
Im Tempel wird ein Barong-Tanz aufgeführt – eine mythologische Geschichte über einen Prinzen, der von einer Hexe in einen Löwen verwandelt wird. Nach der Aufführung lädt Bagus Nyong zu einem Besuch ein. Auf seinem Weg zu Poutous Haus sieht Nyong am nächsten Tag zum ersten Mal Saplak, die nackt in einem Teich badet. Zur selben Zeit bereitet Poutou mit Vorfreude das Essen für Nyongs Besuch vor. Nyong verabredet sich mit Saplak. Bei dem Treffen verliebt er sich in sie.
Als er Bagus besucht, hält er sodann zu dessen Entsetzen um die Hand von Saplak an. Bagus versagt Nyong die Zustimmung, da Poutou den Jungen bereits zu ihrem Mann gewählt hat und andernfalls Schande über sie käme. Nyong lässt Saplak daraufhin eine Nachricht zukommen, in der er sie zur gemeinsamen Flucht nach dem bevorstehenden Tempeltanz auffordert. Poutou – in dem Glauben, Nyong habe um ihre Hand angehalten – macht sich auf den Weg, ihren letzten Legong im Tempel zu tanzen. Zuvor wird jedoch noch ein Djanger-Tanz aufgeführt.
Während sich Poutou für ihre Aufführung zurechtmacht, entdeckt sie Nyongs Nachricht an Saplak. Niedergeschlagen sucht sie nach dem Tanz die Einsamkeit. Sie sieht, wie sich Nyong mit Saplak zur Flucht trifft, und stürzt sich von einer Bambusbrücke in einen Fluss.
Bei der Kremationszeremonie für die jüngst Verstorbenen zündet Gousti Bagus den Scheiterhaufen für Poutou an.

## Hintergrund
Die Dreharbeiten fanden zwischen Mai und August 1933 auf Bali statt. Darsteller waren ausschließlich Einheimische. Direkt nach Abschluss der Dreharbeiten auf Bali reisten De la Falaise und Glass nach Indochina, wo sie mit Kliou: The Killer den letzten Zweifarben-Technicolor-Film drehten. Der Filmschnitt von Legong erfolgte nach deren Rückkehr in die USA. Die originale Filmmusik schrieb Abe Meyer. Legong hatte am 1. Oktober 1935 in New York Premiere, Kliou gar erst 1937.
Obgleich es sich bei Legong nicht um einen Dokumentarfilm handelt, sind Aufnahmen authentischer balinesischer Tänze zu sehen – darunter Legong, dessen Namen der Film trägt.
Der Film wurde durch das UCLA Film and Television Archive restauriert und 2004 mit neu aufgenommener Gamelan-Musik auf DVD veröffentlicht. Die Rekonstruktion fand unter Verwendung drei verschiedener Kopien aus den USA, Kanada und Großbritannien statt.